# Bitsie Tulloch
Bitsie Tulloch, Elizabeth Tulloch (ur. 19 stycznia 1981 w San Diego) – amerykańska aktorka filmowa i telewizyjna. Występowała m.in. w serialach Grimm oraz Superman i Lois.

## Życiorys
Urodziła się 19 stycznia 1981 w San Diego.
Występowała w takich filmach, jak: Dzielnica Lakeview (2008), Artysta (2011) i Wstrząs (2015). W Parkland (2013) Petera Landesmana. wcieliła się w postać Marilyn Sitzman. Pojawiła się również w rolach gościnnych w serialach Prezydencki poker (2004), Dowody zbrodni (2006), Pod osłoną nocy (2008) i Dr House (2008). W 2010 użyczyła głosu w filmie Zakochany wilczek.
W serialu internetowym Lonelygirl15 (2007) wcielała się w rolę Alex, zaś w Quarterlife (2008) – w Dylan Krieger. W latach 2011–2015 występowała w roli Juliette Silverton, a w latach 2016–2017 w roli Eve w nagradzanym serialu Grimm. Była partnerką tytułowego bohatera, granego przez Davida Giuntoliego. Pojawiła się w 119 odcinkach, kręconej w Portlandzie, produkcji.